# 吉尚维尔
吉尚维尔（法語：Guichainville，法語發音：[ɡiʃɛ̃vil]）是法国厄尔省的一个市镇，位于该省中东部，省会埃夫勒市区以南，属于埃夫勒区。

## 地理
吉尚维尔（48°58'44"N, 1°11'14"E）面积15.32 平方千米，位于法国诺曼底大区厄尔省，该省份为法国北部内陆省份，北起滨海塞纳省，西接奧恩省和卡爾瓦多斯省，南至厄尔-卢瓦省，东临瓦兹省、瓦兹河谷省和伊夫林省。
与吉尚维尔接壤的市镇（或旧市镇、城区）包括：昂热维尔拉康帕涅、莱博圣克鲁瓦、埃夫勒、格罗瑟夫尔、勒普莱西格罗昂、普雷。

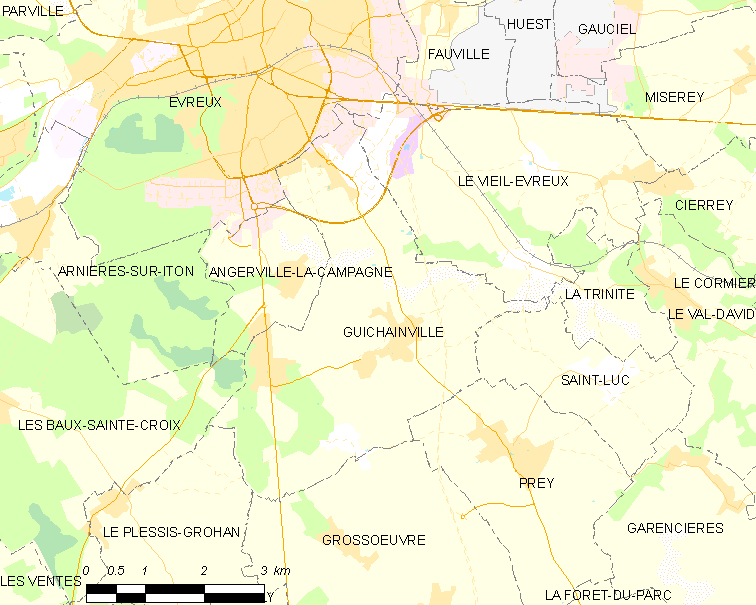
吉尚维尔的OSM定位图

吉尚维尔的时区为UTC+01:00、UTC+02:00（夏令时）。

## 行政
吉尚维尔的邮政编码为27930，INSEE市镇编码为27306。

## 政治
吉尚维尔所属的省级选区为埃夫勒第三县。

## 人口

1962-2008年间吉尚维尔人口变化图示

吉尚维尔于2022年1月1日时的人口数量为3077人。